# Bzenica (Pleterniceszentmiklós)
Bzenica falu Horvátországban, Pozsega-Szlavónia megyében. Közigazgatásilag Pleterniceszentmiklóshoz tartozik.

## Fekvése
Pozsegától légvonalban 10, közúton 17 km-re délkeletre, községközpontjától 5 km-re délnyugatra, a Pozsegai-hegység keleti lejtőin, az Orljava jobb oldali mellékvize a Bzenica-patak partján fekszik.

## Története
A település nevét már 1325-ben említik „Bezenicze” néven. 1331-ben a rajta átfolyó patakot említik „Bzenychepotok” alakban. A falu 1415-ben „Bzenicha”, 1477-ben „Poss. Byzenycze” alakban szerepel a korabeli forrásokban. A késő középkorban valószínűleg a sulkovci uradalomhoz tartozott. 1536 körül foglalta el a török és 150 évig török uralom alatt volt. Az 1545-ös török defterben is szerepel. A török uralom idején a két megmaradt horvát család mellé szerb családok költöztek, melyek közül egynek a leszármazottai máig is itt élnek. 1760-ban 19 ház állt a településen. A 18. és 19. században az eredeti lakosság többsége kihalt.
Az első katonai felmérés térképén „Dorf Bzenicza” néven található. Lipszky János 1808-ban Budán kiadott repertóriumában „Bzenicza” néven szerepel. 
Nagy Lajos 1829-ben kiadott művében „Bzenicza” néven 19 házzal, 36, katolikus és 102 ortodox vallású lakossal találjuk.
1857-ben 85, 1910-ben 154 lakosa volt. Az 1910-es népszámlálás szerint lakosságának 65%-a horvát, 35%-a szerb anyanyelvű volt. Pozsega vármegye Pozsegai járásának része volt. Az első világháború után 1918-ban az új szerb-horvát-szlovén állam, majd később (1929-ben) Jugoszlávia része lett. 1991-től a független Horvátországhoz tartozik. 1991-ben lakosságának 66%-a horvát, 11%-a szerb, 8%-a jugoszláv nemzetiségű volt. A településnek 2011-ben 96 lakosa volt.

## Lakossága
| Lakosság változása | Lakosság változása | Lakosság változása | Lakosság változása | Lakosság változása | Lakosság változása | Lakosság változása | Lakosság változása | Lakosság változása | Lakosság változása | Lakosság változása | Lakosság változása | Lakosság változása | Lakosság változása | Lakosság változása | Lakosság változása |
| ------------------ | ------------------ | ------------------ | ------------------ | ------------------ | ------------------ | ------------------ | ------------------ | ------------------ | ------------------ | ------------------ | ------------------ | ------------------ | ------------------ | ------------------ | ------------------ |
| 1857               | 1869               | 1880               | 1890               | 1900               | 1910               | 1921               | 1931               | 1948               | 1953               | 1961               | 1971               | 1981               | 1991               | 2001               | 2011               |
| 85                 | 103                | 82                 | 115                | 102                | 154                | 155                | 159                | 160                | 165                | 161                | 160                | 139                | 154                | 98                 | 96                 |

## Nevezetességei
Szent József tiszteletére szentelt római katolikus kápolnája a pleternicai plébánia filiája.